# 平田俊英
平田 俊英（ひらた としひで、1990年10月11日 - ）は、福岡県北九州市出身の元サッカー選手。ポジションは、ゴールキーパー（GK）。

## 来歴
佐賀県立佐賀東高校の3年時に出場した全国高等学校サッカー選手権大会では大会優秀選手に選ばれた。
青山学院大学を経て、2013年より横浜スポーツ&カルチャークラブへ入団。
2014年12月、FC刈谷への移籍が発表された（GKコーチ兼任）。2016年限りで現役を引退。
2018年、Y.S.C.C.横浜のGKコーチに就任。

## 所属クラブ
- 光貞SSS
- 北九州市立浅川中学校
- FC NEOジュニアユース
- 2006年 - 2008年 佐賀県立佐賀東高等学校
- 2009年 - 2012年 青山学院大学
- 2013年 - 2014年  Y.S.C.C.横浜
- 2015年 - 2016年  FC刈谷

## 個人成績
| 2013   | YS横浜 | 30     | JFL    | 0 | 0 | - | - | 0 | 0 |
| 2014   | YS横浜 | 30     | J3     | 0 | 0 | 0 | 0 | 0 | 0 |
| 2015   | 刈谷   | 1      | 東海   | 0 | 0 | - | - | 0 | 0 |
| 2016   | 刈谷   | 1      | 東海   | 0 | 0 | - | - | 0 | 0 |
| 通算   | 日本   | 日本   | J3     | 0 | 0 | 0 | 0 | 0 | 0 |
| 通算   | 日本   | 日本   | JFL    | 0 | 0 | - | - | 0 | 0 |
| 通算   | 日本   | 日本   | 東海   | 0 | 0 | - | - | 0 | 0 |
| 総通算 | 総通算 | 総通算 | 総通算 | 0 | 0 | 0 | 0 | 0 | 0 |

## 指導歴
- 2015年 - 2017年 FC刈谷 GKコーチ
- 2018年 Y.S.C.C.横浜 GKコーチ
- 2019年 ヴァンラーレ八戸 GKコーチ
- 2020年 - 2024年 聖和学園高等学校サッカー部 GKコーチ
- 2020年 - 2024年 青山学院大学サッカー部 GKコーチ
- 2025年 - 名古屋グランパス アシスタントGKコーチ